# Comitatul Mackinac, Michigan
Comitatul Mackinac, conform originalului din engleză Mackinac County este unul din cele 72 de comitate din statul Michigan din Statele Unite ale Americii. Conform recensământului efectuat de United States Census Bureau în anul 2000, populația comitatului era de 11.943 de locuitori. Sediul comitatului este localitatea Saint Ignace GR6.
Mackinac County este situat în partea sud-estică a Peninsulei Superioare (cunoscută în engleză Upper Peninsula), fiind cunoscut anterior sub numele de Michilimackinac County. Creat în 1818 direct din entitatea pre-statală Michigan Territory, numele comitatului este o variantă și corupere ortografică a numelui "Michilimackinac," care se referă la Străzile din Mackinac precum și la o așezare franceză aflată atunci în Peninsula Inferioară.

## Geografie
Conform Census 2000, comitatul avea o suprafață totală de 4.897,39 km² (sau 1.890,77 sqmi), dintre care 1.422,97 km2 (ori 549.11 sqmi, sau 29,04 %) reprezintă uscat și restul de 3.475,42 km2 (sau 1,341.66 sqmi, ori 70,96 %) este apă.

### Comitate adiacente
- Comitatul Alcona—nord
- Comitatul Chippewa—nord-est
- Comitatul Chippewa—est
- Comitatul Presque Isle, statul Michigan (graniță strict acvatică a lacului Huron) -- sud-est
- Comitatul Emmet, statul Michigan (graniță strict acvatică a lacului Huron) -- sud
- Comitatul Charlevoix, statul Michigan (graniță strict acvatică a lacului Huron) -- sud-vest
- Comitatul Schoolcraft—vest
- Comitatul Luce—nord-vest

### Zone protejate național
- Hiawatha National Forest (parțial)

## Populated places
| Orașe (Cities) | Localități neîncorporate (Unincorporated communities) |

Cantoane / Districte (Townships)
|  |  |  |

## Demografie
|  | Graficele sunt indisponibile din cauza unor probleme tehnice. Mai multe informații se găsesc la Phabricator și la wiki-ul MediaWiki. |

Date: Wikidata - grafică realizată de Wikipedia